# غوجياو
غوجياو (بالصينية: 古交市 )‏ هي مدينة على مستوى مقاطعة، في جمهورية الصين الشعبية، تتبع تاييوان، بلغ عدد سكانها 205,143 نسمة، تبلغ مساحتها 1,542.59 كيلومتر مربع، رمزها البريدي هو 030200.

## التقسيمات الإدارية
- Hekou Town, Gujiao City  [لغات أخرى]‏
- Suoyu Township  [لغات أخرى]‏
- Yuanxiang Township  [لغات أخرى]‏.